# チャールズタウン (ネイビス島)

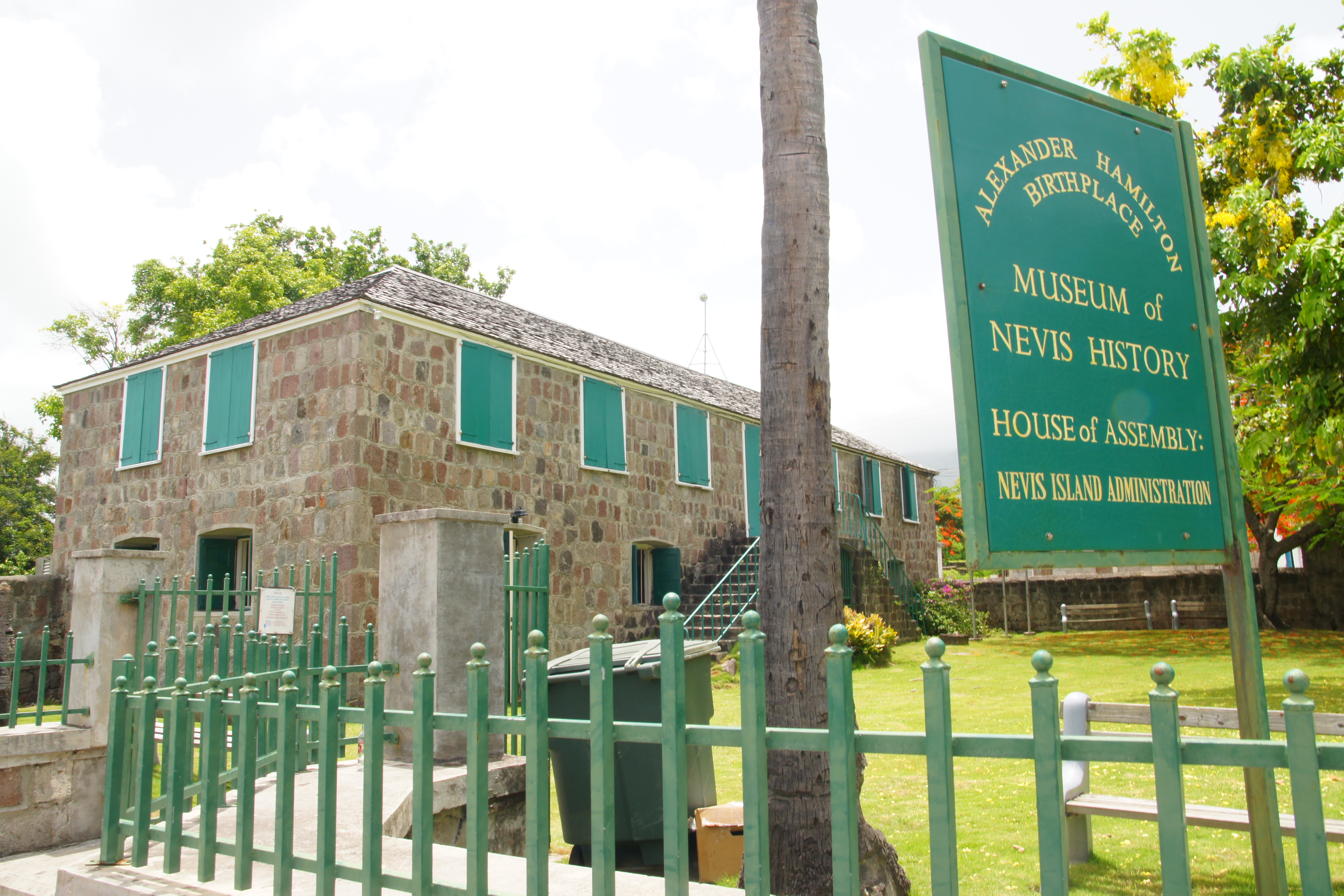
ネイビス歴史博物館。アレクサンダー・ハミルトンの生家跡に建設された。

チャールズタウン（Charlestown）とは、カリブ海に浮かぶ国、セントクリストファー・ネイビスのネイビス島にある町。ネイビス島の首都である。セントポール・チャールズタウン教区のほぼ全域を占めるほか、セントトーマス・ローランド教区にも一部広がっている。人口は2,152人（2015年）。
1660年に町の建設がはじまり、ジンジャー・ブレッド建築様式の家屋など、町並みはイギリス植民地時代の面影を残す。小さな町だが観光客も訪れる。
アメリカ合衆国憲法の草案者アレクサンダー・ハミルトンの出生地でもある。彼が12歳まで暮らしていた家は、ジョージ王朝様式で1680年に造られた。1840年の地震で崩壊、その後再建されて、博物館として現在でも残っている。
この他には、若き日のネルソン提督の軌跡を伝えるホレーショ・ネルソン博物館や、1778年からあった温泉の上のホテルの廃墟バス・ハウス、ネイビス博物館、フォート・チャールズ砦などがある。
また、ユダヤ人墓地があり、チャールズタウンはカリブで最も古いシナゴーグが所在する場所の一つだった。17世紀にユダヤ人はブラジルからネイビス島及びリーワード諸島へ、サトウキビを育てる為に、当時最新の加工の技巧を持ち込んだ。